# Śniegowe ciastko
Śniegowe ciastko (Tort ze śniegu; oryg. Snow Cake) – brytyjsko-kanadyjski niezależny dramat filmowy z 2006 roku, wyreżyserowany przez walijczyka, Marca Evansa.
Akcja rozgrywa się głównie w Wawie w prowincji Ontario. Film opowiada o przyjaźni między autystyczną Lindą (Sigourney Weaver) i introwertycznym Brytyjczykiem, Alexem (Alan Rickman).
Autorką scenariusza jest, debiutująca w tej roli, Brytyjka Angela Pell. Napisała ona scenariusz w dwa dni, korzystając z własnych doświadczeń związanych autyzmem jej kilkuletniego syna.
Premiera filmu miała miejsce 8 września 2006 w Wielkiej Brytanii.
Zdjęcia do filmu kręcono w prowincji Ontario w Kanadzie: w Wawie (gmina Michipicoten) oraz w Grosso Jacobson Studios w Toronto.

## Fabuła
Jest wczesna wiosna. Małomówny Brytyjczyk w średnim wieku, Alex Hughes (Alan Rickman), niedawno opuścił więzienie, gdzie odbywał karę za zabicie człowieka. Podróżując autem do Winnipeg przez zaśnieżone północne Ontario, poznaje 19-letnią autostopowiczkę, Vivienne Freeman (Emily Hampshire). Dziewczyna zmierza do swojego domu w miasteczku Wawa. Alex decyduje się podwieźć dziewczynę. Ta, będąc otwartą i rozmowną osobą, zaprzyjaźnia się z mężczyzną i skłania go do opowiedzenia o swoim życiu. Nagle samochód taranuje ciężarówka i Vivienne ginie na miejscu. Alex nie doznaje poważniejszych obrażeń. Jasne jest, że zawinił kierowca ciężarówki (Callum Keith Rennie). Hughes, będąc w szoku, postanawia odwiedzić matkę dziewczyny i wyjaśnić jej okoliczności wypadku.
Linda Freeman (Sigourney Weaver) okazuje się być w spektrum autyzmu. Została poinformowana o wypadku przez policję, ale nie okazuje smutku. Alex dowiaduje się od niej, że jej córka chciała być pisarką. Vivienne postanowiła jeździć (autostopem) z najbardziej samotnymi osobami, ponieważ jej zdaniem są one najlepszym źródłem ciekawych historii.
Linda ma obsesję na punkcie porządku i czystości. Nie jest w stanie dotknąć worków ze śmieciami, toteż zajmowała się nimi jej córka. Rodzice Lindy są na biwaku i nie ma z nimi kontaktu. Kobieta namawia Alexa, by został z nią do wtorku, kiedy to przyjadą śmieciarze. Przy okazji Brytyjczyk pomaga jej zorganizować pogrzeb i opiekuje się psem Vivienne. Stopniowo zaprzyjaźnia się z Lindą i nawiązuje romans z jej sąsiadką, Maggie (Carrie-Anne Moss).
W trakcie filmu, widz powoli dowiaduje się o przeszłości Alexa. Cztery lata temu jego syn, 18-letni Ryan, zmierzając na pierwsze w życiu spotkanie z ojcem, zginął w wypadku drogowym. Winnym zdarzenia okazał się policjant, który po pijanemu wjechał na chłopaka. Zrozpaczony ojciec odnalazł winnego kierowcę i uderzył go tak, że ten upadł, uderzając głową o kamienną posadzkę. Policjant zmarł, a Hughes trafił do więzienia. Teraz zmierza do Winnipeg, by tam spotkać się z matką Ryana.

## Obsada
- Alan Rickman – Alex Hughes
- Sigourney Weaver – Linda Freeman
- Carrie-Anne Moss – Maggie (sąsiadka Lindy)
- Emily Hampshire – Vivienne Freeman (córka Lindy)
- Jayne Eastwood – Ellen Freeman (matka Lindy)
- David Fox – Dirk Freeman (ojciec Lindy)
- James Allodi – Clyde (miejscowy policjant)
- Callum Keith Rennie – John Neil (kierowca ciężarówki)

## Nagrody i nominacje
- 2006, Berlin – Festiwal Filmowy w Berlinie 2006 – nominacja do Złotego Niedźwiedzia dla reżysera, Marca Evansa (konkurs główny)[7]. Film inaugurował festiwal,
- 2006, Toronto – nominacja do DGC Craft Award dla scenografa, Matthew Daviesa (w kategorii Outstanding Production Design – Feature Film)[7]
- 2006, Seattle – Seattle International Film Festival (SIFF)[8][9]
  - nagroda publiczności (drugie miejsce) dla Alana Rickmana jako jednego najlepszych aktorów
  - nagroda publiczności (drugie miejsce) dla Sigourney Weaver jako jednej z najlepszych aktorek
- 2007, Toronto – 27. ceremonia rozdania Nagród Genie[7]:
  - nagroda Genie dla Carrie-Anne Moss jako najlepszej aktorki drugoplanowej (Best Performance by an Actress in a Supporting Role)
  - nominacja do nagrody Genie dla Steve’a Cosensa za najlepsze zdjęcia (Best Achievement in Cinematography)
  - nominacja do nagrody Genie dla Sigourney Weaver jako najlepszej aktorki pierwszoplanowej (Best Performance by an Actress in a Leading Role)
  - nominacja do nagrody Genie dla Emily Hampshire jako najlepszej aktorki drugoplanowej (Best Performance by an Actress in a Supporting Role)
- 2007, Kingston – Kingston Canadian Film Festival – People’s Choice Award

## Piosenki wykorzystane w filmie
Opracowano na podstawie materiału źródłowego.
- „Alright Now” – Free
- „The Same Deep Water as Me” – I Am Kloot
- „Notteru Ondo” – The Drifters
japońska piosenka folkowa, aranżacja: Makoto Kawaguchi, słowa: Rei Nakanishi
- „Deep in the Heart of Texas” – Sigourney Weaver (scena z piętrowym łóżkiem, gdy Linda bawi się latarką, zamienia słowo „Texas” na „Wawa”)
popularna piosenka amerykańska, autorzy: June Hershey i Don Swander
- „Just Looking” – Stereophonics
- „Northern Lad” – Tori Amos
- „Anthems for a Seventeen Year Old Girl” – Broken Social Scene
- „Let It Die” – Feist
- „Hello Sunshine” (Radio Edit) – Super Furry Animals